# Аврам Бенароя
 Тази статия е за политика от Видин.  За журналиста от Цариград вижте Аврам Бенароя (журналист).  
Аврам Елиезер Бенароя (на гръцки: Αβραάμ Μπεναρόγια) е български евреин, социалист, член на Българската работническа социалдемократическа партия (широки социалисти), по-късно лидер на Социалистическата работническа федерация в Османската империя и създател на Комунистическата партия на Гърция.

## Ранни години
Бенароя е роден и израснал във Видин, в семейство на дребни търговци. Като полиглот, той научава да говори 6 езика свободно. Учи, но не завършва, в Правния факултет на Белградския университет и става учител в Пловдив. Там Бенароя става член на Българската работническа социалдемократическа партия (широки социалисти) и публикува на български език своята работа „Еврейският въпрос и социалната демокрация“ (Пловдив, 1908).
След Младотурската революция през 1908 г., той се мести като организатор – социалист в Солун. Неговото влияние постоянно расте, като той подкрепя идеята, че всяко социалистическо движение в града трябва да вземе формата на федерация, в която всички национални групи да могат да участват. Бенароя поддържа тесни контакти с българските социалисти, активни в града, както и с Народната федеративна партия. Редактира вестника на еврейската Социалистическа работническа федерация „Солидаридад Оврадера“ (Работническа солидарност). Той е сред инициаторите за създаване на Османска социалистическа партия.
Бенароя е заинтересован от Еврейския въпрос от началото на своята кариера и полага усилия да допринася за еврейските каузи. Неговата първа книга е „Еврейският въпрос и социалистическата демокрация“. Той предвижда модерна държава, свободна от етнически разделения, където евреите биха могли да съществуват свободно и да не бъдат преследвани. Бенароя винаги се бори срещу антисемитизма и след 1922 г. фокусира действията си в еврейската общност в Солун.
След среща с Елевтериос Венизелос, стратегическите умения на Бенароя дават резултат с раждането на Гръцка комунистическа партия и Генералната конфедерация на гръцките работници, което подпомага обединението на гръцките работници. Новото движение е преследвано от правителството, което довежда до обща стачка през 1919 г. Бенароя остава политически активен до 1924 г., когато се обявява срещу болшевизацията на ГКП и е принуден да напусне създадената от него партия. През 1940 година губи син в Итало-гръцката война, оцелява през немските концентрационни лагери и основава малка социалистическа партия след завръщането си в Гърция.
Отива да живее в Холон, Израел през 1953 г., където държи малка вестникарска будка. Умира в дълбока старост и в крайна бедност през 1979 г.